# Атюлово
Атюлово (горномар. Пӹнгельмычаш) — деревня в Горномарийском районе Марий Эл Российской Федерации. Входит в состав Пайгусовского сельского поселения.
Численность населения — 53 чел. (2014 год).

## География
Располагается в 6 км от административного центра сельского поселения — села Пайгусово.

## История
Впервые деревня упоминается в 1859 году. Марийское название означает «верховье реки Пынгель». В 1909 году в деревне открыто Атюловское земское начальное училище.

## Население
| 2002 | 2010 | 2014 |
| ---- | ---- | ---- |
| 74   | ↘51  | ↗53  |